# 一本漫畫闖天涯
《一本漫畫闖天涯》是1990年上映的一部香港電影，由梁家仁執導，林俊賢、周星馳、柏安妮、梁家仁、成奎安主演。該片的成功令周星馳脫離早前經常飾演的黑社會中的角色，亦是周星馳的成名作之一。

## 故事
夜總會侍應阿星一直沉醉於港式漫畫中描述黑社會情義的內容，並希望能夠成為其中一份子。
誤打誤撞下救了黑社會老大韋傑，得以加入其組織，更與韋傑手下阿俊與阿標成為生死之交。
三人均被派往金三角進行交易活動，途中歷經險阻但仍完成任務。
及後韋傑假裝萌生退意，並希望從這三人中挑選一人作為接班人，實際想安排兒子亞明成為接班人。
韋傑派殺手殺死阿標，嫁禍阿星，阿俊還因為私下營救阿星而犧牲。
亞明殺死韋傑。
意興闌珊之下，阿星最後選擇了離開他夢想中黑社會之地。

## 演員表
| 角色     | 演員   | 粵語配音 |
| 阿俊     | 林俊賢 | 林保全   |
| 阿星     | 周星馳 | 周星馳   |
| Ann      | 柏安妮 | 沈小蘭   |
| 洪義     | 梁家仁 | 梁家仁   |
| 阿標     | 成奎安 | 賈鳳悟   |
| 阿標妻子 | 劉桂芳 |          |
| 韋傑     | 楊群   |          |
| Ming少   | 童志   |          |
| 韋傑手下 | 吳康寧 |          |
| 槍手     | 夏占仕 |          |
| 拜猜     | 左頌昇 |          |
| 拜猜手下 | 夏占仕 |          |
| 義哥     | 袁和平 |          |
| 義哥妻子 | 李麗麗 |          |
| 義哥老大 | 龍銘恩 |          |

## 經典金句
- 周星馳:你老豆有身紀……恭喜！恭喜！
- 「睇住嚟啦，你哋香港人，遲早全部變曬做難民！」

## 外部連結
- 互联网电影数据库（IMDb）上《一本漫畫闖天涯》的资料（英文）
- 香港影庫上《一本漫畫闖天涯》的資料（繁體中文）
- 豆瓣电影上《一本漫畫闖天涯》的資料 （简体中文）